# Келле, Владислав Жанович
Владисла́в Жа́нович Ке́лле (21 октября 1920, Вятка — 2 августа 2010, Москва) — советский и российский философ, специалист в области социальной философии. Доктор философских наук (1965), профессор (1967).

## Биография
Окончил школу-десятилетку (1938). Участник Великой Отечественной войны.
Окончил экстерном философский факультет МГУ (1944) и аспирантуру по кафедре диалектического и исторического материализма там же (1947). Научный воспитанник З. Я. Белецкого.
С 1947 года работал в МГУ; в 1952—1954 годах — в Китайском народном университете в Пекине, затем вновь в МГУ; в 1963—1975 годах — в Институте философии АН СССР; с 1975 года — в Институте истории естествознания и техники АН СССР. В конце 1960-х — начале 1970-х годов был одним из вице-президентов Советской социологической ассоциации.
В 1964 году в Институте философии АН СССР защитил диссертацию в виде научного доклада на соискание учёной степени доктора философских наук «Структура и особенности развития общественного сознания».
Действительный член РАЕН (1992). С 1994 года — главный научный сотрудник Института человека РАН. Член международного редакционного совета журнала «Личность. Культура. Общество».
Прах ученого похоронен в колумбарии  10АМ , секция М3 Кунцевского кладбища города Москвы

## Научные труды

### Монографии
- Келле В. Ж., Ковальзон М. Я. Формы общественного сознания. — М., 1959;
- Келле В. Ж. Структура общественного сознания. — М., 1964;
- Келле В. Ж. Исторический материализм. [В соавт.]. 2-е изд. — М., 1969;
- Келле В. Ж. Очерк марксистской теории общества. [В соавт.]. — М., 1972;
- Келле В. Ж. Социальное знание и социальное управление. — М., 1976;
- Келле В. Ж., Ковальзон М. Я. Теория и история: проблемы теории исторического процесса. — М.: Политиздат, 1981;
- Проблемы философии культуры: опыт историко-материалистического анализа. — М.: Мысль, 1984 (редактор);
- Келле В. Ж. Наука как компонент социальной системы. — М, 1988;
- Келле В. Ж. Инновационная система России: формирование и функционирование. — М.: УРСС, 2003.
- Келле В. Ж. Интеллектуальное и духовное начала в культуре. — М.: ИФ РАН, 2011.

### Статьи
- Келле В. Ж. О классификации общественных наук. [В соавт.] // Вопросы философии. — 1964. — № 11;
- Келле В. Ж. Методологические вопросы комплексного исследования научного труда // Вопросы философии. — 1977. — № 5;
- Келле В. Ж. Важнейшие аспекты методологии социально-философского исследования. [В соавт.] // Вопросы философии. — 1980. — № 7;
- Келле В. Ж. Соотношение детерминизма и системности в методологии социального познания // Вопросы философии. — 1983. — № 6;
- Келле В. Ж. Культура и социальность // Постижение культуры. Ежегодник. — Вып.7. — М., 1998.
- Келле В. Ж. Образ постиндустриальной науки XXI века.// Науковедение и организация научных исследований в России в переходный период. Санкт-Петербург. — 2004. — С. 6-15.
- Келле В. Ж. Высокое соприкосновение» в наши дни // Наука, общество, человек. К 75-летию И. Т. Фролова. — М., 2004. — С. 70-74.
- Келле В. Ж. От генерирования знаний к производству технологий // Вызов познанию. Стратегии развития науки в современном мире. — М.: Наука, 2004. — С. 66-85.
- Келле В. Ж. Императивы высшего образования в условиях инновационного развития // Высшее образование для XXI века. — М. 2004. — С. 97-103.
- Келле В. Ж. Структура инновационного процесса и проблемы его интенсификации в условиях России // Математическое моделирование социальных процессов. Выпуск 6. — М.: МАКС Пресс, 2004. — С. 110-117.
- Келле В. Ж. Проблемы сохранения фундаментальной науки России: взгляд социолога // Фундаментальные исследования в современном инновационном процессе: организация, эффективность, интеграция. — Киев, 2004. — С. 249-258.
- Келле В. Ж. Духовная и интеллектуальная составляющие культуры // Вопросы философии. — 2005. — № 10. — С. 38-54.
- Келле В. Ж. Духовность и интеллектуальное начало культуры // В перспективе культурологии: повседневность, язык, общество. — М., 2005. — С. 125-137.
- Келле В. Ж. Наука и власть. К вопросу о реформировании российской науки // Личность. Культура. Общество. — 2005. — Том УП. — Вып. IV. — С. 9-19.
- Келле В. Ж. Трудности и риски формирования инновационной стратегии России: историко-социологический анализ // Проблемы деятельности ученого и научных коллективов. Вып. ХХ. — СПб., 2005. — С. 6-20.
- Келле В. Ж. Цивилизационные механизмы и их социальные функции // Теоретическая культурология. — Екатеринбург: Академический проект, 2005. — С.177-182. — («Энциклопедия культурологи»).
- Келле В. Ж. Культура и история. Методологические заметки // Новая и новейшая история. — 2006. № 1. — С. 23-32.
- Келле В. Ж. Социальная философия: актуальные проблемы // Философия и общество. — 2006. — № 1. — С. 5-18.
- Келле В. Ж. Социология инновационной деятельности: постановка проблемы // Математическое моделирование социальных процессов. — Вып. 8. — М., 2006.